# Drahoňovice
Drahoňovice jsou malá vesnice, část obce Vyskeř v okrese Semily. Nachází se asi jeden kilometr východně od Vyskeře.
Drahoňovice leží v katastrálním území Vyskeř o výměře 9,61 km².

## Historie
První písemná zmínka o vesnici pochází z roku 1514.